# Coppa dell'Imperatore 2014
La Coppa dell'Imperatore 2014  (第92回天皇杯全日本サッカー選手権大会?) è la novantaquattresima edizione della coppa nazionale giapponese di calcio. La squadra vincitrice prende parte alla AFC Champions League 2015.

## Formula
Partecipano tutte le 18 società di J. League Division 1 e tutte le 22 di J. League Division 2. Ad esse si aggiungono 47 società vincitrici delle leghe prefetturali più la squadra promossa dalla Japan Football League, per un totale di 88 club partecipanti. La competizione è interamente ad eliminazione diretta, tutti i turni si svolgono in gara unica, con eventuali tempi supplementari e calci di rigore.

## Secondo turno
| Squadra 1           | Risultato            | Squadra 2              |
| ------------------- | -------------------- | ---------------------- |
| Sanfrecce Hiroshima | 1 - 0                | Mito HollyHock         |
| Gamba Osaka         | 1 - 0                | Tokushima Vortis       |
| FC Tokyo            | 2 - 0                | Matsumoto Yamaga       |
| Shimizu S-Pulse     | 2 - 1                | Consadole Sapporo      |
| Cerezo Osaka        | 1 - 0                | Kataller Toyama        |
| Júbilo Iwata        | 5 - 0                | Nara Club              |
| Sony Sendai         | 0 - 1                | Montedio Yamagata      |
| Sagan Tosu          | 3 - 1                | Oita Trinita           |
| Yokohama F·Marinos  | 2 - 3 (d.t.s.)       | Giravanz Kitakyushu    |
| Ventforet Kofu      | 2 - 1                | Kwansei Gakuin Daigaku |
| Albirex Niigata     | 1 - 2 (d.t.s.)       | V-Varen Nagasaki       |
| Kashiwa Reysol      | 1 - 1 (11-12 d.c.r.) | JEF United             |
| Kawasaki Frontale   | 0 - 1                | Ehime                  |
| Omiya Ardija        | 2 - 1                | Shonan Bellmare        |
| Urawa Reds          | 1 - 2                | Thespa Gunma           |
| Nagoya Grampus      | 4 - 0                | Kyoto Sanga            |

## Terzo turno
| Squadra 1           | Risultato          | Squadra 2       |
| ------------------- | ------------------ | --------------- |
| Sanfrecce Hiroshima | 1 - 3              | Gamba Osaka     |
| FC Tokyo            | 1 - 2              | Shimizu S-Pulse |
| Cerezo Osaka        | 2 - 0              | Júbilo Iwata    |
| Montedio Yamagata   | 1 - 0 (d.t.s.)     | Sagan Tosu      |
| Giravanz Kitakyushu | 0 - 0 (4-3 d.c.r.) | Ventforet Kofu  |
| V-Varen Nagasaki    | 1 - 2 (d.t.s.)     | JEF United      |
| Ehime               | 1 - 2              | Omiya Ardija    |
| Thespa Gunma        | 0 - 1              | Nagoya Grampus  |

## Quarti di finale
| Squadra 1         | Risultato          | Squadra 2           |
| ----------------- | ------------------ | ------------------- |
| Gamba Osaka       | 2 - 0              | Omiya Ardija        |
| Nagoya Grampus    | 2 - 2 (3-5 d.c.r.) | Shimizu S-Pulse     |
| Cerezo Osaka      | 0 - 1              | JEF United          |
| Montedio Yamagata | 1 - 0              | Giravanz Kitakyushu |

## Semifinali
| Squadra 1   | Risultato | Squadra 2         |
| ----------- | --------- | ----------------- |
| Gamba Osaka | 5 - 2     | Shimizu S-Pulse   |
| JEF United  | 2 - 3     | Montedio Yamagata |

## Finale
| Tokyo 13 dicembre 2014, ore 14:00 GMT+9                                     | Gamba Osaka | 3 – 1     | Montedio Yamagata | National Stadium |
| \| \| \| \| \| Usami 4’, Patric 22’, Usami 85’ \| Marcatori \| 62’ Frank \| |             |           |                   |                  |
|                                                                             |             |           |                   |                  |
| Usami 4’, Patric 22’, Usami 85’                                             | Marcatori   | 62’ Frank |                   |                  |